# Subdivisões administrativas da Islândia

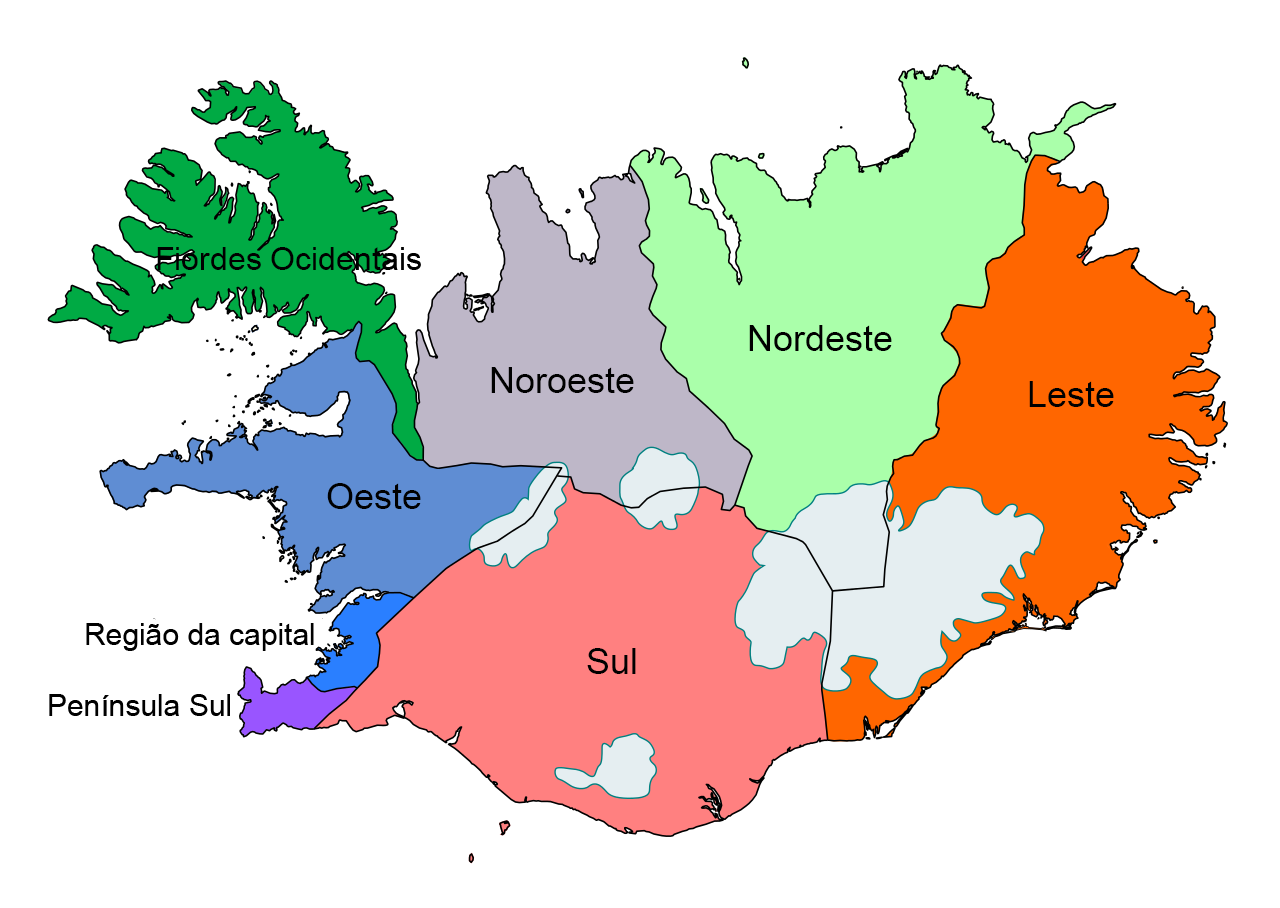
As 8 Regiões da Islândia.

A Islândia encontra-se dividida em 8 regiões (landsvæði) : 
- Região da Capital (Höfuðborgarsvæði)
- Península Sul (Suðurnes)
- Região Oeste (Vesturland)
- Fiordes Ocidentais (Vestfirðir)
- Região Noroeste (Norðurland vestra)
- Região Nordeste (Norðurland eystra)
- Região Leste (Austurland) e
- Região Sul (Suðurland).

Anteriormente o território destas regiões era dividido em 23 condados tradicionais (sýslur): Árnessýsla, Austur-Barðastrandarsýsla, Austur-Húnavatnssýsla, Austur-Skaftafellssýsla, Borgarfjarðarsýsla, Dalasýsla, Eyjafjarðarsýsla, Gullbringusýsla, Kjósarsýsla, Mýrasýsla, Norður-Ísafjarðarsýsla, Norður-Múlasýsla, Norður-Þingeyjarsýsla, Rangárvallasýsla, Skagafjarðarsýsla, Snæfellsnes-og Hnappadalssýsla, Strandasýsla, Suður-Múlasýsla, Suður-Þingeyjarsýsla, Vestur-Barðastrandarsýsla, Vestur-Húnavatnssýsla, Vestur-Ísafjarðarsýsla e Vestur-Skaftafellssýsla.
| # | Nome               | Nome nativo       | População (2025) | Área (km²) | Pop./Área | ISO 3166-2 | Centro administrativo |
| - | ------------------ | ----------------- | ---------------- | ---------- | --------- | ---------- | --------------------- |
| 1 | Região da Capital  | Höfuðborgarsvæði  | 249 054          | 1.062      | 201,14    | IS-1       | Reykjavík             |
| 2 | Península Sul      | Suðurnes          | 35 278           | 829        | 27,15     | IS-2       | Keflavík              |
| 3 | Região Oeste       | Vesturland        | 17 761           | 9.554      | 1,65      | IS-3       | Borgarnes             |
| 4 | Fiordes Ocidentais | Vestfirðir        | 7 176            | 9.409      | 0,73      | IS-4       | Ísafjörður            |
| 5 | Região Noroeste    | Norðurland vestra | 7 355            | 12.737     | 0,56      | IS-5       | Sauðárkrókur          |
| 6 | Região Nordeste    | Norðurland eystra | 32 026           | 21.968     | 1,33      | IS-6       | Akureyri              |
| 7 | Região Leste       | Austurland        | 11 217           | 22.721     | 0,55      | IS-7       | Egilsstaðir           |
| 8 | Região Sul         | Suðurland         | 35 278           | 24.526     | 1,01      | IS-8       | Selfoss               |
|   |                    |                   | 332.529          | 102.806    | 3,23      |            |                       |

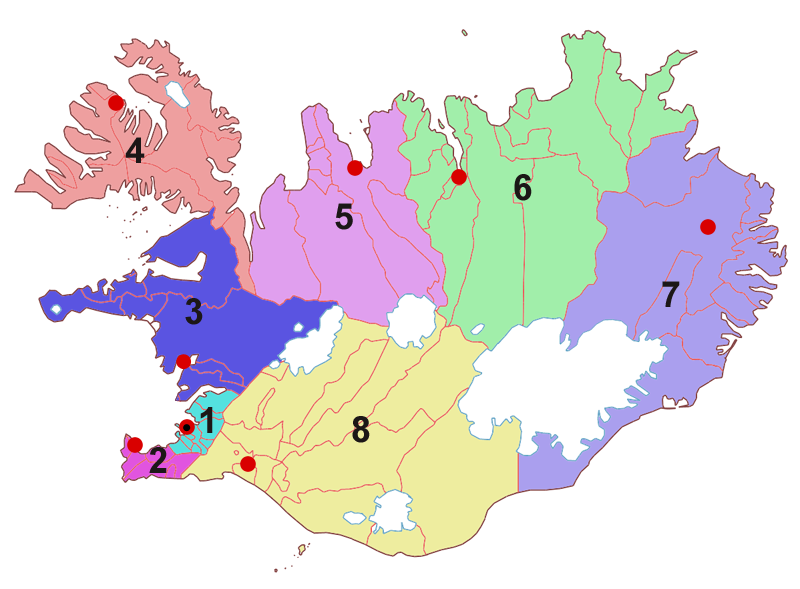
As regiões da Islândia.

As regiões estão subdivididas em 62 municípios.